# Kościół św. Teresy od Dzieciątka Jezus w Rabce-Zdroju
Kościół świętej Teresy od Dzieciątka Jezus – rzymskokatolicki kościół parafialny należący do dekanatu Rabka archidiecezji krakowskiej.
W dniu 9 czerwca 1927 roku biskup Stanisław Rospond poświęcił kamień węgielny pod budowę kaplicy, którą budowali kuracjusze z całej Polski i zagranicy razem z księdzem Janem Piskorzem, a od 1928 roku z księdzem Stanisławem Dunikowskim, duszpasterzem przy kaplicy pełniącym swoją funkcję do 1942 roku.
15 lipca 1928 roku arcybiskup Adam Stefan Sapieha uroczyście poświęcił kaplicę (obecnie jest to prezbiterium).
Po wojnie w kaplicy posługiwał ks. Mieczysław Maliński.
8 maja 1978 roku przy kaplicy została erygowana parafia pod wezwaniem św. Teresy od Dzieciątka Jezus.
W dniu 4 lipca 1983 roku rozpoczęto prace budowlane nad rozbudową kaplicy i już w dniu 22 listopada 1983 roku kardynał Franciszek Macharski, w czasie wizytacji parafii, poświęcił dolną część budującej się świątyni. W trzy lata później, w dniu 6 kwietnia 1986 roku ksiądz kardynał poświęcił mury nowej świątyni w stanie surowym.
1 października 1997 roku, w stuletnią rocznicę śmierci św. Teresy od Dzieciątka Jezus, kardynał Franciszek Macharski konsekrował świątynię.